# Treponema pallidum
Treponema pallidum is een bacteriesoort met ondersoorten die ziektes kunnen veroorzaken zoals syfilis, endemische syfilis, pinta en framboesia. De bacterie werd in 1905 door Schaudinn en Hoffman ontdekt.
Treponema pallidum is een gramnegatieve, spiraalvormige, micro-aerofiele bacterie, die behoort tot de zogenaamde spirocheten of spirillen. Het is niet waarschijnlijk dat T. pallidum de mens via een intacte huid kan binnendringen.
De bacteriesoort is een van de belangrijkste oorzaken van SOA's wereldwijd. Een vaccin ertegen is er niet, behandeling gebeurt in eerste instantie met het antibioticum penicilline.

## Ondersoorten
Ten minste vier ondersoorten zijn bekend:
- Treponema pallidum pallidum, veroorzaakt de seksueel overdraagbare ziekte syfilis
- T. p. endemicum, veroorzaakt de ziekte endemische syfilis
- T. p. carateum, veroorzaakt de ziekte pinta
- T. p. pertenue, veroorzaakt de ziekte framboesia

De oorzaak van pinta wordt soms ook beschreven als Treponema carateum in plaats van een ondersoort van Treponema pallidum.